# علم الاجتماع الماركسي

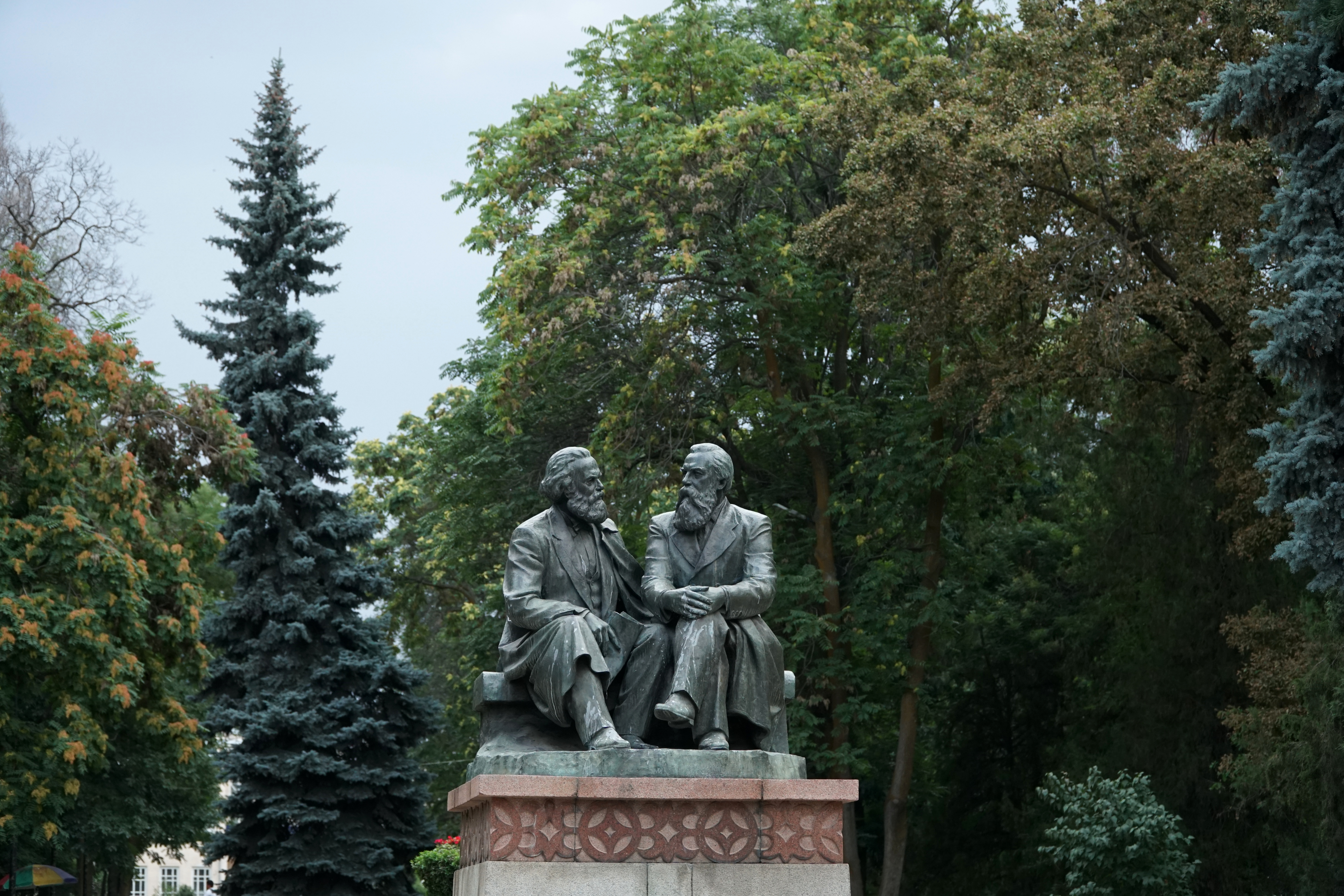
صورة لكارل ماركس مع صديقه المؤسس للفكر الماركسي

علم الاجتماع الماركسي هو دراسة علم الاجتماع من منظور ماركسي. يمكن تعريف الماركسية بذاتها على أنها فلسفة سياسية وعلم اجتماع، لاسيما أنها لحد الآن تحاول أن تبقى علمية ومنهجية وموضوعية وليس معيارية وتوجيهية فحسب. علم الاجتماع الماركسي هو «شكل من نظرية الصراع المرتبطة مع...هدف الماركسية بتطوير علم وضعي (تجريبي) خاص بمجتمع رأسمالي كجزء من عملية حشد طبقة عاملة ثورية». تمتلك المؤسسة الأمريكية لعلم الاجتماع قسم مخصص لمسائل علم الاجتماع الماركسي «المهتمة في البحث حول كيفية مساعدة الرؤى الخاصة بالمنهجية الماركسية والتحليل الماركسي في شرح الديناميكيات المعقدة للمجتمع الحديث». سيُسهل علم الاجتماع الماركسي تطورات النظرية النقدية والدراسات الثقافية كتخصصات مستقلة تقريبًا.

## المفاهيم والقضايا
تتضمن المفاهيم الرئيسية لعلم الاجتماع الماركسي، المادية التاريخية وأنماط الإنتاج والعلاقة بين رأس المال والعمل. يهتم علم الاجتماع الماركسي بالدرجة الأولى بالعلاقات بين المجتمع والاقتصاديات، ولكنه ليس مقتصرًا عليهم. يهتم علم الاجتماع الماركسي أيضًا بالطريقة التي تُستغل بها قوى الشرطة في السيطرة على السكان الأصليين والشعوب المستعبدة والعمال الفقراء تحت اسم الرأسمالية. طرح علم الاجتماع الماركسي أسئلة مهمة، منها:
- كيف يتحكم رأس المال بالعمال؟
- كيف يؤثر نمط إنتاج ما على الطبقة الاجتماعية؟
- ما هي العلاقة بين العمال ورأس المال والدولة والثقافة؟
- كيف تؤثر العوامل الاقتصادية على أوجه عدم المساواة، مثل تلك المتعلقة بالجنس والعرق؟
- ما الدور الذي تلعبه الشرطة ضمن الماركسية الاشتراكية؟

ضمن مجال النظرية السوسيولوجية، يُعرّف علم الاجتماع الماركسي على أنه أحد النماذج الفكرية السوسيولوجية المهمة وهو مرتبط بنظرية الصراع والنظرية النقدية. على عكس الماركسية والفلسفة الماركسية، أعطى علم الاجتماع الماركسي أهمية قليلة نسبيًا في تشكيل ثورة طبقية، ساعيًا بدلًا عن ذلك إلى تطوير دراسة موضوعية وسياسية اقتصادية عن المجتمع وليس عن الفلسفة النقدية للتطبيق العملي. يمكن اعتباره مجال من علم الاجتماع الاقتصادي.

## التطور التاريخي
متأثرًا بفكر كارل ماركس، ظهر علم الاجتماع الماركسي خلال نهاية القرن التاسع عشر وبداية القرن العشرين. بالإضافة إلى ماركس، يُعتبر ماكس فيبر وإميل دوركايم ذوي تأثيرات خلّاقة في بدايات علم الاجتماع. عُرفت أول مدرسة ماركسية في علم الاجتماع باسم الماركسية النمساوية، التي كان كارل غرونبيرغ وأنتونيو لابريولا من بين أعضائها المميزين. تحقق جزء كبير من التطور في مجال علم الاجتماع الماركسي على أطراف الدراسة الأكاديمية، بشكل وضع الماركسية على تضاد مع علم الاجتماع «البرجوازي».
لبعض الوقت، دُعم هذا الفرع من قِبل الثورة الروسية المستلهمة من الماركسية، والتي أدت إلى تشكيل الاتحاد السوفييتي؛ لكن، بعدها بوقت قصير، وجد علم الاجتماع نفسه ضحية لتقييد العِلم «البرجوازي» في الدول الشيوعية. في حين أنه، بعد عدة عقود، أُعيد تأسيس علم الاجتماع في الدول الشيوعية، فقد نشأ تياران منفصلان من الفكر ضمن علم الاجتماع الماركسي: الماركسية السوفيتية، استُحدثت في الدول الشيوعية (بشكل أساسي الاتحاد السوفييتي) القائمة في القرن العشرين، تُحقق مصالح الدولة، ويشلّها إلى حد كبير الامتثال القسري بدوغمائية المادية التاريخية؛ والمدرسة الأكثر استقلالية المتركزة حول دراسات الماركسية في الغرب (العالم الغربي). خلال أربعينيات القرن العشرين، أصبحت المدرسة الماركسية الغربية مُعتمدة داخل الدراسات الأكاديمية الغربية، تجزأت فيما بعد إلى وجهات نظر عدة مختلفة مثل مدرسة فرانكفورت والنظرية النقدية.
بسبب موقفها السابق الداعم للدولة، كان هناك رد فعل عنيف ضد الفكر الماركسي في دول ما بعد الشيوعية (انظر، على سبيل المثال، علم الاجتماع في بولندا) لكنها لا تزال مهيمنة في البحث السوسيولوجي المسموح والمدعوم من قِبل الدول الشيوعية التي لا تزال قائمة (انظر، على سبيل المثال، علم الاجتماع في الصين).

## وصلات خارجية
- بيان الحزب الشيوعي